# Dynamische Wegweiser mit integrierten Stauinformationen

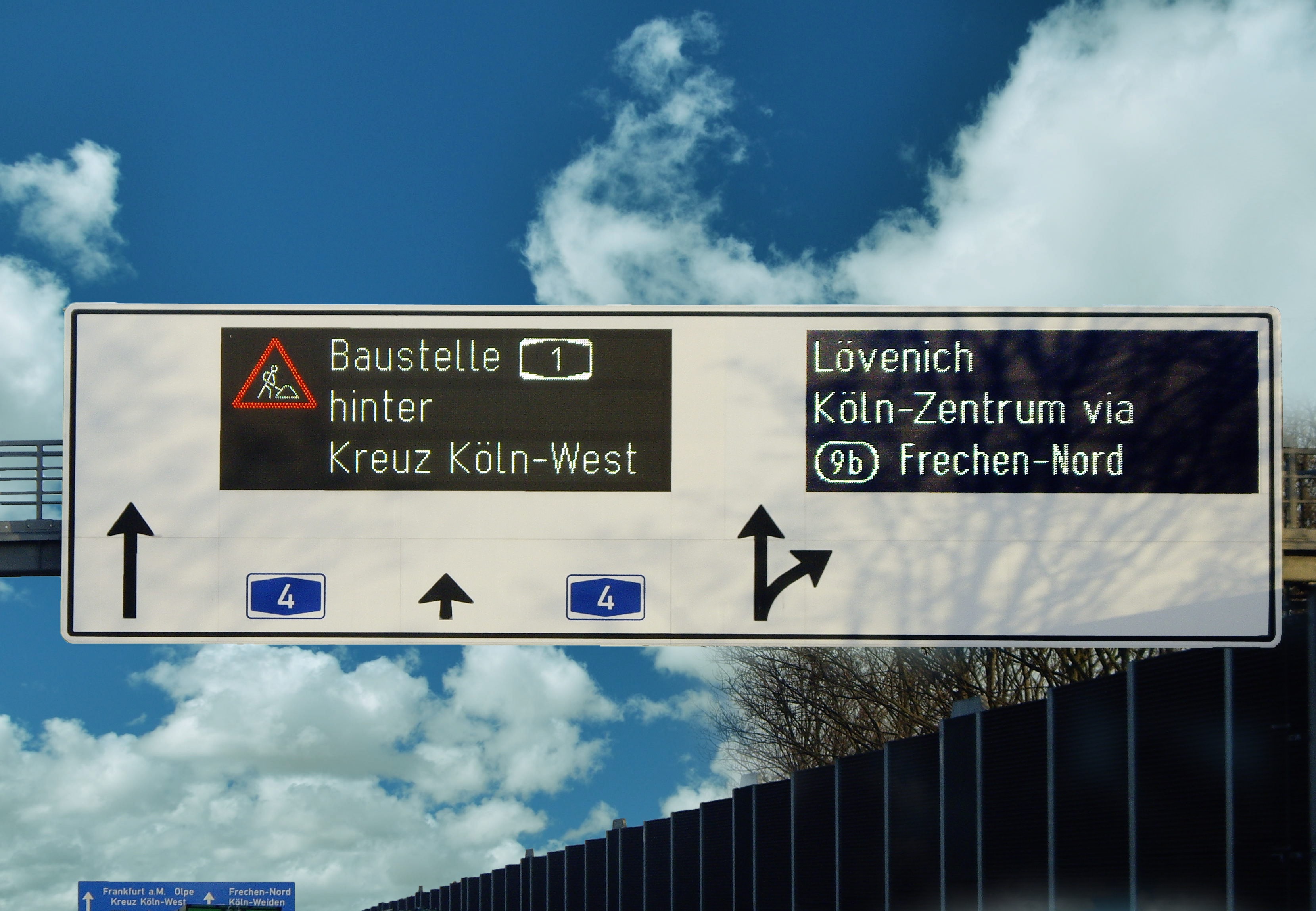
Dynamischer Wegweiser auf der A 4 bei Köln

Als Dynamischer Wegweiser mit integrierten Stauinformationen, kurz dWiSta, wird in Deutschland ein Anzeigesystem bezeichnet, das Verkehrsinformationen an die Verkehrsteilnehmer weitergibt. Die Anzeigetafeln befinden sich an Schilderbrücken, seltener am Fahrbahnrand, und werden vor Autobahnknotenpunkten oder wichtigen Autobahnanschlussstellen in Deutschland aufgestellt.
Das Anzeigesystem besteht aus einem statischen Teil, der die Richtungspfeile und Autobahnnummern beinhaltet, und zwei lichttechnischen Anzeigeblöcken, je einem für die Geradeaus-Richtung und für die Abbiege-Richtung. Jeder Block besteht aus einem Feld für vordefinierte Warnhinweise (beispielsweise Baustelle, Allgemeine Gefahrenstelle, Stau) sowie Sinnbildern wie dem Stadion-Symbol, einem Feld für den Umlenkungspfeil und einem dreizeiligen, frei programmierbaren Schriftfeld. In Hessen und Baden-Württemberg wird hiervon abweichend ein einziges, frei programmierbares Grafikfeld für bis zu vier bzw. drei Textzeilen eingesetzt. Einige noch modernere Anlagen verfügen nur über einen einzigen großen, programmierbaren LED-Block ohne statische Anzeigen.
Die ersten Anlagen dieser Art wurden 2005 im Rahmen des Projekts Staufreies Hessen 2015 am Wiesbadener Kreuz und am Mönchhof-Dreieck errichtet. Seitdem wurden in nahezu allen anderen Bundesländern ebenfalls derartige Anzeigen nach demselben Konzept errichtet und sind im deutschen Autobahnnetz weit verbreitet.

## Geschichte und Vorgängersysteme
Erste Experimente mit dynamischer Wegweisung wurden Anfang der 1970er Jahre in Südhessen durchgeführt, um den Verkehr an stauanfälligen Strecken vorbei zu leiten und einen gleichmäßigeren Verkehrsfluss zu gewährleisten. Da das dortige Autobahnnetz bereits zu diesem Zeitpunkt sehr engmaschig war und über viele Alternativrouten verfügte, bot sich dies an. Hierfür wurden statische Wegweiser mit mechanisch klappbaren Textfeldern, sogenannte Prismenwender, installiert. Eingesetzt wurden solche erstmals am Rüsselsheimer Dreieck, um den von Süden kommenden Verkehr mit dem Fernziel Köln statt über die BAB 66 und BAB 3 über die BAB 60, BAB 671 und BAB 66 zum Wiesbadener Kreuz zu leiten. Später wurde eine zweite Kette an Wechselwegweisern am Darmstädter Kreuz errichtet, um den nach Süden fahrenden Verkehr der sich dort kreuzenden, anschließend zueinander parallel verlaufenden BAB 5 und BAB 67 auf eine dieser beiden Strecken zu lenken.
In den 1990er Jahren kam es, auch im Zusammenhang mit dem Umbau des Frankfurter Kreuzes, zum großflächigen Einsatz weiterer substitutiver Wechselwegweiser an mehreren Anschlussstellen und Knotenpunkten der BAB 3, BAB 5, BAB 66 und BAB 648, die bestimmte Ziele entweder über die geradeaus weiterführenden oder abzweigenden Spuren anzeigen konnten. Um den Fahrer auf die Änderung der Verkehrsführung aufmerksam zu machen, verfügten diese über abwechselnd blinkende Leuchten. Im Juni 1997 wurden als Ergänzung hierzu entlang der A 5 drei große Tafeln mit LED-Schriftfeld (in Fahrtrichtung Norden eine vor dem Frankfurter Kreuz, in Fahrtrichtung Süden je eine vor dem Bad Homburger Kreuz und dem Nordwestkreuz Frankfurt) installiert. Diese wurden als additive Wegweiser mit Wechseltextanzeige bezeichnet und bildeten eine Ergänzung zu den bestehenden Wechselwegweisern. Mit vermehrtem Aufkommen der heutigen dWiSta wurden die Anzeigen Ende der 2000er Jahre wieder demontiert.
Im Rahmen des Forschungsprojekts Mobinet des Bundesministeriums für Bildung und Forschung wurden im Jahr 1998 am Autobahndreieck München-Eschenried und an der Anschlussstelle München-Frankfurter Ring der BAB 9 programmierbare LED-Anzeigetafeln installiert, die zusammen mit mehreren Leitsystemen im Münchner Stadtgebiet eine „Sektorsteuerung“ bilden und den Verkehr über Alternativrouten leiten können. Der Verkehr in die Münchner Innenstadt kann bei Überlastung der Hauptroute stadteinwärts Richtung Verdistraße und Arnulfstraße alternativ über die BAB 99 zur Anschlussstelle Ludwigsfeld und von dort aus über die Dachauerstraße zum Mittleren Ring geführt werden. Mitte 2003 wurde dieses System ergänzt um große Tafeln, die jeweils auf den stadteinwärts führenden Bundesautobahnen 94, 95 und 96 den Mittleren Ring (BAB 95, 96) bzw. das Straßennetz im Münchner Osten (BAB 94) stark schematisch darstellen und stauführende Abschnitte mit roten LEDs anzeigen.
1999 wurde auf dem östlichen Berliner Ring (BAB 10) zwischen den Anschlussstellen Berlin-Weißensee (heute Autobahnkreuz Barnim) und Erkner eine Stauwarnanlage in Betrieb genommen, die in ihrer Funktionalität bereits sehr den heutigen dWiSta ähnelte. Dabei handelte es sich um vierzeilige Wechselwegweiser, die vor jeder Anschlussstelle neben der Fahrbahn installiert wurden und mehrere Texte bezogen auf den Verkehrsfluss für die Strecke bis zur übernächsten Anschlussstelle auszugeben. Ein Nachteil im Vergleich auf die späteren dWiSta war aufgrund der begrenzten Ausgabe die fehlende Möglichkeit, Alternativrouten anzugeben.
Im März 2004 ging auf den Autobahnen Bundesautobahnen 3, 6, 9 und 73 um Nürnberg ein Verkehrsleitsystem in Betrieb, bei dem in die gewöhnliche, statische Beschilderung zusätzlich LED-Felder eingebaut sind. Über Textmitteilungen kann so der Verkehr etwa bei Messen oder Sportveranstaltungen umgeleitet werden. Das System umfasst neben rund 70 km Autobahn auch 33 km innerstädtische Straßen.
Die heutigen dynamischen Wegweiser mit integrierter Stauinformation (dWiSta) wurden im Rahmen des Programms zur Verkehrsbeeinflussung auf Bundesautobahnen 2002 bis 2007 entwickelt und mit dem Allgemeinen Rundschreiben Straßenbau Nr. 20/2004 eingeführt. Die Konzipierung eines bundeseinheitlichen Systems zur dynamischen Verkehrsflusssteuerung geschah vor allem im Hinblick auf die in Deutschland stattfindende Fußball-Weltmeisterschaft 2006. Die ersten Anlagen wurden 2005 am Wiesbadener Kreuz und am Mönchhof-Dreieck aufgebaut.

## Anwendung

### Baden-Württemberg

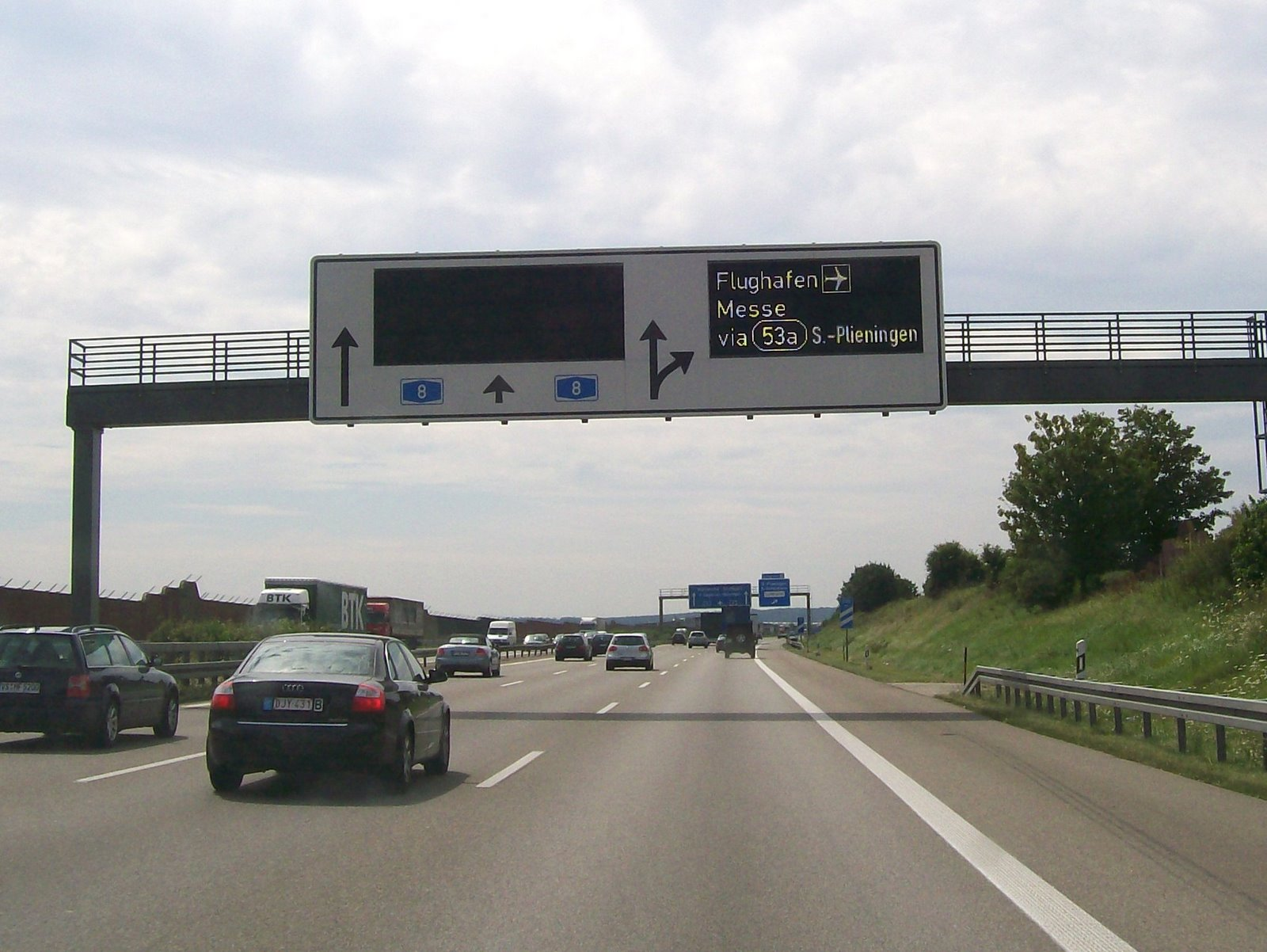
dWiSta-Wechseltextanzeige auf der A 8 bei Stuttgart

Die ersten beiden dWiSta in Baden-Württemberg wurden 2006 auf der BAB 81 vor der Anschlussstelle Stuttgart-Zuffenhausen installiert, um den aus Richtung Heilbronn kommenden Verkehr ins Stuttgarter Stadtgebiet wahlweise über die dort kreuzende B 10 oder die an der nächsten Anschlussstelle (Stuttgart-Feuerbach) angebundene B 295 zu lenken. Es handelt sich dabei um Wegweiser am Straßenrand. Für den Verkehr in entgegengesetzte Richtung existieren am Pragsattel Wechselwegweiser, die den Weg zur Autobahn entweder über die A 10 oder B 295 lenken können. Außerdem stehen jeweils an der Anschlussstelle Stuttgart-Plieningen und Stuttgart-Flughafen der BAB 8 eine dWiSta.
Die Netzmasche Kreuz Walldorf – Kreuz Weinsberg – Dreieck Leonberg – Dreieck Karlsruhe der Bundesautobahnen 5, 6, 8 und 81 begrenzt eine annähernd quadratische Fläche und ist aufgrund der Erschließung mehrerer Ballungsräume und des Fehlens von Alternativrouten hoch belastet. Da die Reisezeiten zur jeweils gegenüberliegenden Ecke über jeweils beide Routen annähernd gleich sind, kann hier bereits bei relativ geringer Staulänge eine Alternativroute ausgewiesen werden. Im Jahr 2006 wurden am Kreuz Walldorf in Fahrtrichtung Karlsruhe bzw. Heilbronn und am Dreieck Leonberg in Fahrtrichtung Karlsruhe sechs dWiSta installiert, um den von der BAB 5 aus Richtung Norden kommenden Verkehr nach Stuttgart sowie in umgekehrter Fahrtrichtung alternativ über Karlsruhe statt über Heilbronn sowie zu leiten. Die Netzbeeinflussungsanlage wurde Anfang 2020 um weitere dWiSta am Kreuz Weinsberg und Mitte 2021 am Dreieck Karlsruhe in Fahrtrichtung Frankfurt ergänzt.
Im Rhein-Neckar-Raum besteht ein relativ dicht vermaschtes Autobahnnetz, das zahlreiche Alternativrouten ermöglicht: Der Bergstraßenkorridor bezeichnet den Abschnitt der Bundesautobahnen A 5 und A 6 (auf hessischer Seite bildet die A 67 die Fortsetzung letzterer), in dem diese zwischen Darmstädter Kreuz und Kreuz Walldorf parallel zueinander geführt werden. Ein Wechsel zwischen beiden ist auf baden-württembergischen Gebiet über zwei Querverbindungen – die A 656 und die A 659 – möglich. Am Viernheimer Kreuz, Kreuz Mannheim und  Kreuz Weinheim von Norden und Kreuz Heidelberg von Süden sowie am Kreuz Walldorf aus Richtung Karlsruhe bzw. Heilbronn kommend, wurden Ende 2014 dWiSta aufgestellt. Es besteht ein lückenloser Übergang zur hessischen Netzbeeinflussung: Bereits vor Installation der dWiSta am Kreuz Weinheim, die in hessischer Bauart ausgeführt sind, war dieser Knotenpunkt Bestandteil des südhessischen Verkehrsleitsystems und war mit substitutiven Wechselwegweisern ausgestattet.

### Bayern
Bereits vor Einführung der dWiSta existierten in den Ballungsgebieten um Nürnberg und München Leitsysteme mit frei programmierbaren LED-Textfeldern und Primsenwendern. Ein den dWiSta entsprechendes Verkehrsleitsystem wurde in den 2010er Jahren an den Autobahnkreuzen Schweinfurt/Werneck, Biebelried und Feuchtwangen/Crailsheim installiert, dieses unterscheidet sich dadurch, dass komplett als LED-Freitexttafel ausgeführte Wegweiser mit Pendelblinker zum Einsatz kommen. 
Eine Wegweiserkette aus dWiSta existiert seit Juni 2010 auf der BAB 8 in Fahrtrichtung Salzburg vor dem Autobahndreieck Inntal. Dabei werden drei Wegweiser eingesetzt, einer 8 km vor dem Dreieck und zwei unmittelbar davor zusammen mit der regulären Beschilderung. Über diese Anlage können neben den Störungen auf den Autobahnen selbst auch Hinweise für die wichtigen Alpentransitrouten (Brenner, Tauerntunnel) angezeigt werden.

### Hessen

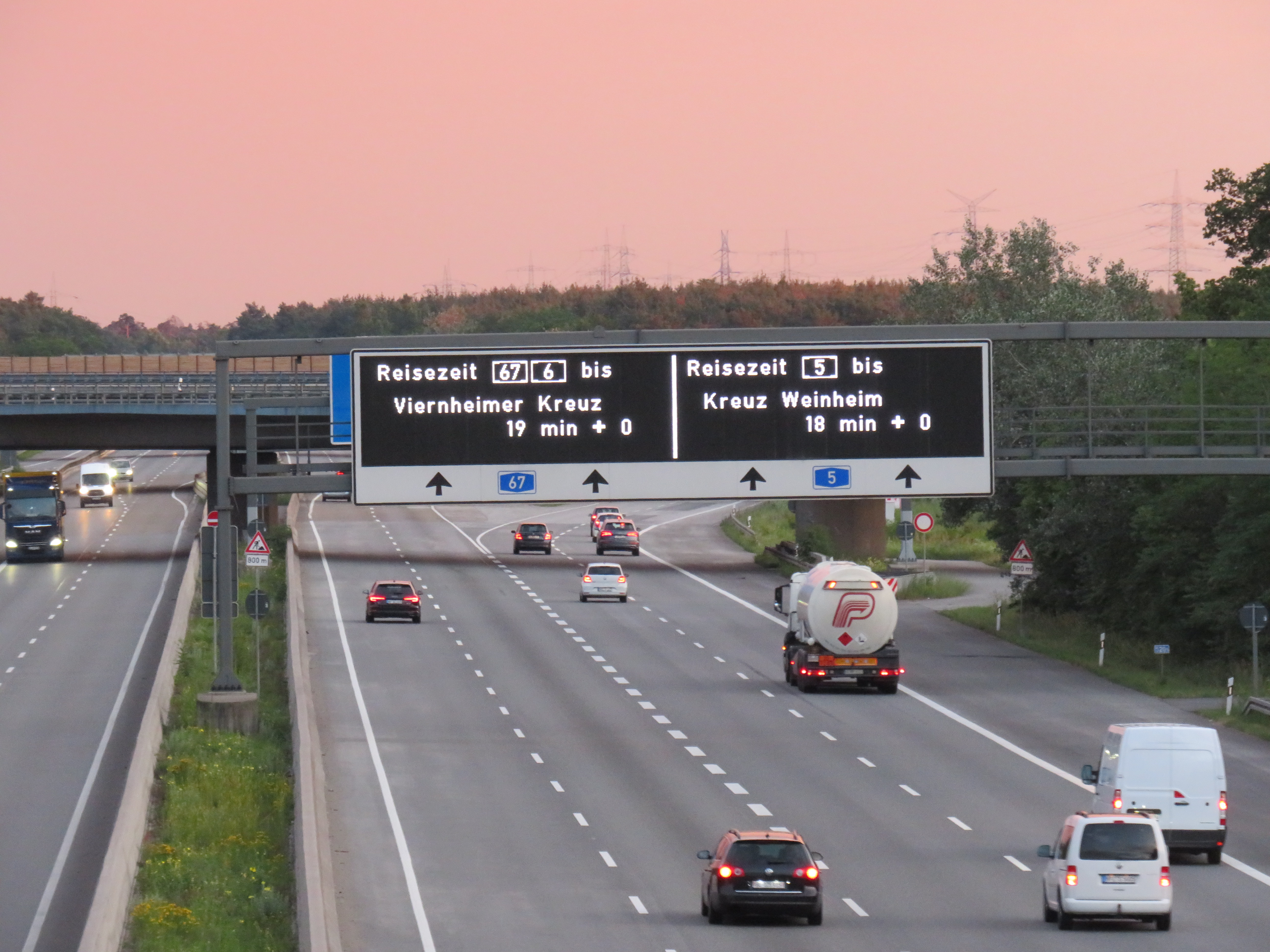
Ein dWiSta am Darmstädter Kreuz (A 5 in Südrichtung) zeigt Reisezeiten an

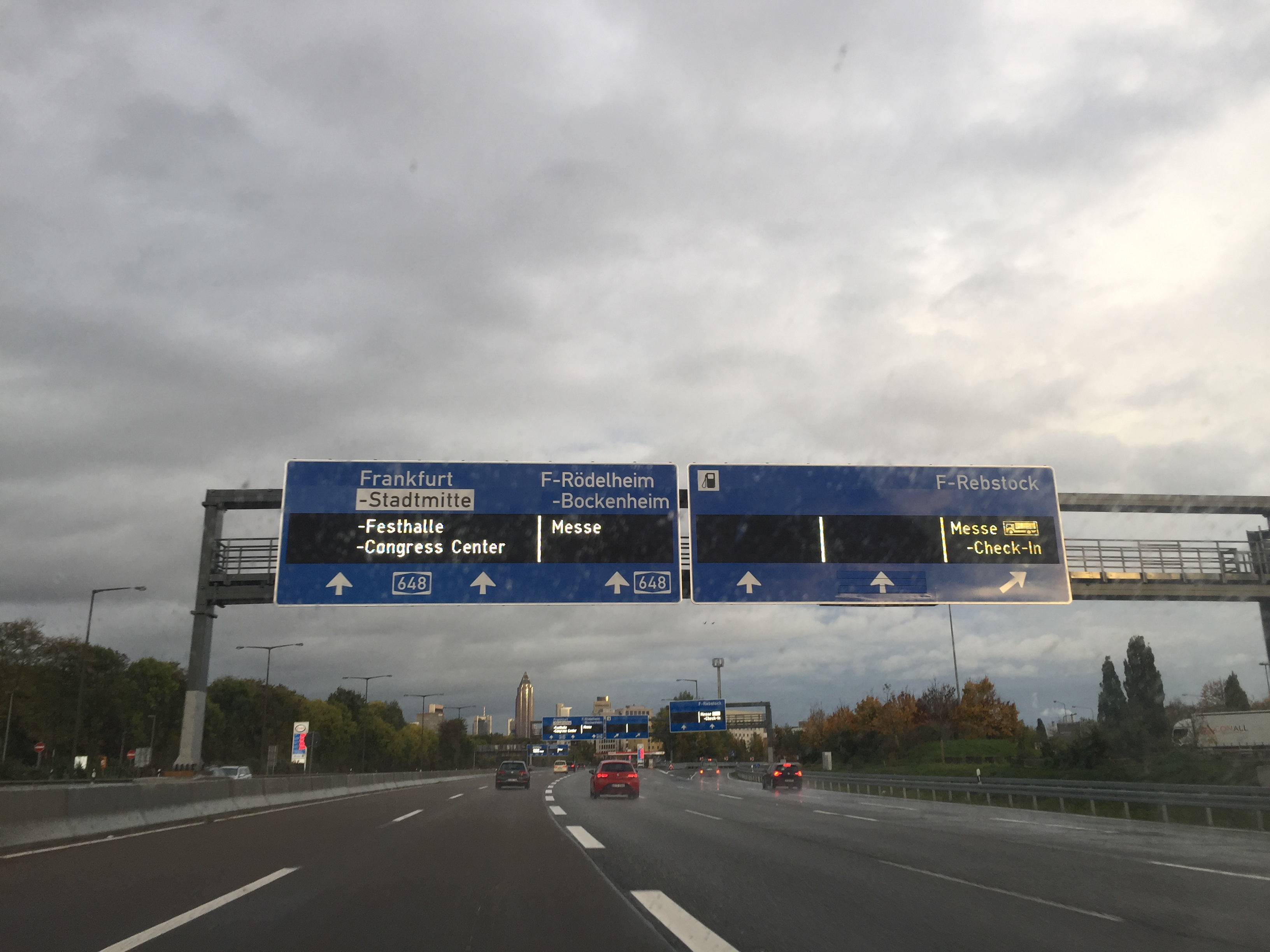
Das Verkehrsleitsystem auf der A 648 nach der Modernisierung im Sommer 2017

Seit 2005 werden in Hessen im Rahmen der Aktion Staufreies Hessen 2015 die dynamischen Informationstafeln zur Lenkung des Verkehrs verwendet. Vorteil dieser Anzeigen ist, dass neben der Umleitung weitere Informationen, wie z. B. der Grund für die Umleitung sowie die zu erwartenden Zeitverluste, an die Autofahrer gegeben werden können. Dadurch soll die Akzeptanz von Umleitungsempfehlungen und damit die Effizienz der Anzeigen weiter gesteigert werden, damit der Verkehr bestmöglich im Netz verteilt wird. Die Steuerung der hessischen Netzbeeinflussungssysteme erfolgt auf Basis der aktuellen Verkehrslage rund um die Uhr durch die Verkehrszentrale Deutschland (bis 2020: Verkehrszentrale Hessen) in Frankfurt. Bis auf wenige Ausnahmen (A 648 stadteinwärts; A 5/A 67 vor Darmstädter Kreuz in Südrichtung; A3 am Offenbacher Kreuz in Fahrtrichtung Osten) wurden die mechanischen Wechselwegweiser nicht durch die dWiSta ersetzt, sondern lediglich ergänzt. 2021 gab es insgesamt 67 dWiSta-Anzeigen an 28 Knotenpunkten in Hessen.
Der bedeutendste Unterschied zwischen hessischen dWiSta und denen anderer Länder ist, dass die LED-Flächen für die geradeaus führende und die abzweigenden Fahrtrichtungen nicht physisch getrennt sind. Dies ermöglicht die Anzeige von Informationen über die gesamte Fahrbahnbreite. Zur Trennung der Fahrstreifen werden bei Bedarf vertikale weiße Balken zwischen den Spuren eingeblendet (wie im obigen Bild). Auch sind die LED-Flächen größer; üblicherweise passen bis zu vierzeilige Anzeigen in DIN 1451-Mittelschrift darauf, während dWiSta anderer Länder nur dreizeilige Anzeigen und eine schmälere Schriftart verwenden.
Auf der A 3 Richtung Würzburg ist vor der AS Kelsterbach seit 2017 als Pilotprojekt eine Anlage in Betrieb, die je nach Situation als Anzeigequerschnitt zur Streckenbeeinflussung oder als dWiSta genutzt werden kann. Im Normalbetrieb wird dieser Anzeigequerschnitt als Streckenbeeinflussungsanlage genutzt. Hessen Mobil untersucht hiermit, ob sich z. B. bei dicht aufeinanderfolgenden Autobahnkreuzen, -dreiecken und -anschlussstellen auf diese Weise Anzeigestandorte einsparen lassen.
In der unmittelbaren Umgebung von Frankfurt existieren auch Wegweiser, die eine Mischung aus statischer Wegweisung und Wechselwegweisung per LED-Feld anzeigen. Diese werden zusammen mit den dWiSta im Großraum Frankfurt verwendet, um den Besucherverkehr bei Veranstaltungen weiträumig über verschiedene Routen zu verschiedenen Parkflächen zu leiten. Solche Wegweiser wurden erstmals 2013 auf der A 5 in südliche Fahrtrichtung vor der damals neu eingerichteten Rampe der Anschlussstelle Frankfurt-Niederrad installiert, da die dortigen Parkflächen teilweise für Besucher von Fußballspielen im Deutsche Bank Park verwendet werden. Eine zweite Wegweiserkette existiert seit 2017 auf der A 648 um den Messeverkehr zu leiten; zuvor waren auf diesem Abschnitt mechanische Wechselwegweiser mit Prismenwendern vorhanden. Zusammen mit den neuen Rampen der Anschlussstelle Zeppelinheim zum Terminal 3 des Frankfurter Flughafens wurde im Jahr 2022 auf der BAB 5 das dritte derartige System eingerichtet.
Seit Anfang 2020 sind die Anzeigen der dWiSta an hessischen Autobahnen in der Regel nicht mehr dunkel, sondern zeigen im Normalfall (keine größere Störung auf einem nachfolgenden Autobahnabschnitt bekannt) die zu erwartenden Reisezeiten zu nachfolgenden Knotenpunkten (Autobahnkreuze/-dreiecke oder wichtige Anschlussstellen) minutengenau an. Auch wird bei Verkehrsbehinderungen meist nicht mehr die Staulänge in Kilometern, sondern die exakte Verlustzeit in Minuten angezeigt. Dies erfolgt in der Regel bei Verlustzeiten von mehr als 5 Minuten. Zeigt der Wegweiser die Reisezeiten an und es gibt Verzögerungen zu den angegebenen Zielen, so werden diese bereits ab der ersten Minute angezeigt. Bereits einige Jahre vor Einführung der flächendeckenden Zeitangaben wurden solche an der dWiSta vor der Anschlussstelle Friedberg in Fahrtrichtung Norden eingesetzt.

### Nordrhein-Westfalen
Die ersten 38 dWiSta-Anzeigen wurden 2005 im Zuge der Fußball-Weltmeisterschaft 2006 in Deutschland auf dem Kölner Autobahnring aus A 1, A 3 und A 4 sowie deren großer Zubringer A 57 und A 59 errichtet. Die Kölner Anlage wurde im Jahre 2008 um vier Tafeln, je zwei in Fahrtrichtung Olpe und Mönchengladbach, am Kreuz Kerpen erweitert. Des Weiteren wurden im selben Frühjahr die beiden Tafeln auf der A 1 in Höhe Köln-Lövenich in Fahrtrichtung Euskirchen wegen des Baus eines Lärmschutztunnels zurückgebaut. Die beiden Tafeln wurden in angepasster Form im Herbst 2008 am Nadelöhr Heumarer Dreieck in Fahrtrichtung Frankfurt (A 3), Aachen (A 4) bzw. Bonn (A 59) wieder in Betrieb genommen.
Im selben Jahr wurde im Rahmen einer Erweiterung der Großraum Düsseldorf-Mönchengladbach mit insgesamt 19 Tafeln einbezogen – hauptsächlich in Richtung Düsseldorf an den Kreuzen Breitscheid, Hilden, Meerbusch, Neersen, Neuss-Süd und Neuss-West. Zudem wurde eine einzelne Tafel am Kreuz Düsseldorf-Nord installiert, die Pkw über die Rückstaus am Mörsenbroicher Ei informiert.
Das Münsterland sowie das östliche Ruhrgebiet wurden im Jahre 2011 durch 10 Standorte in die Steuerung eingebunden. Die Tafeln befinden sich paarweise an den Kreuzen Lotte/Osnabrück in Fahrtrichtung Dortmund, Schüttorf in Fahrtrichtung Osnabrück, Wuppertal-Nord in Fahrtrichtung Bremen und Hagen sowie am Autobahndreieck Bottrop in Fahrtrichtung Hannover.
Die Tafeln wurden bis zur Eröffnung der Verkehrszentrale Leverkusen manuell von den Verkehrsleitzentralen in Köln und Arnsberg gesteuert. Seit dem 29. April 2013 erfolgt die Steuerung der dWiSta-Tafeln (manuell) sowie der Verkehrsbeeinflussungsanlagen (automatisch oder manuell) zentral für ganz Nordrhein-Westfalen aus der Verkehrszentrale in Leverkusen. Grundlage für die Steuerung sind die vom Landesbetrieb Straßenbau Nordrhein-Westfalen im Minutentakt gewonnenen Informationen über die Verkehrslage auf den Autobahnen.

### Hamburg
Seit Mai 2006 ist auch im Großraum Hamburg ein solches System in Betrieb. Ursprünglich für die Lenkung des Verkehrs zur Fußball-WM gedacht, dient es nun zur Hinweisgebung von Staus und Störungen am und um den Elbtunnel in Hamburg. Die Tafeln sind am Horster Dreieck auf der A 1 und der A 7 im Süden und an der Anschlussstelle Neumünster-Süd im Norden aufgestellt. So ist es möglich das betroffene Gebiet über die A 1, A 21 und B 205 weiträumig zu umfahren.

### Niedersachsen
dWiSta sind installiert bei Hannover auf der A 2 bei der AS Hannover-Herrenhausen und dem Autobahnkreuz Hannover-Ost sowie in Hannover auf der B 6, dem Westschnellweg, vor der Schwanenburgkreuzung und der B 65, dem Südschnellweg, vor der Hildesheimer Straße.

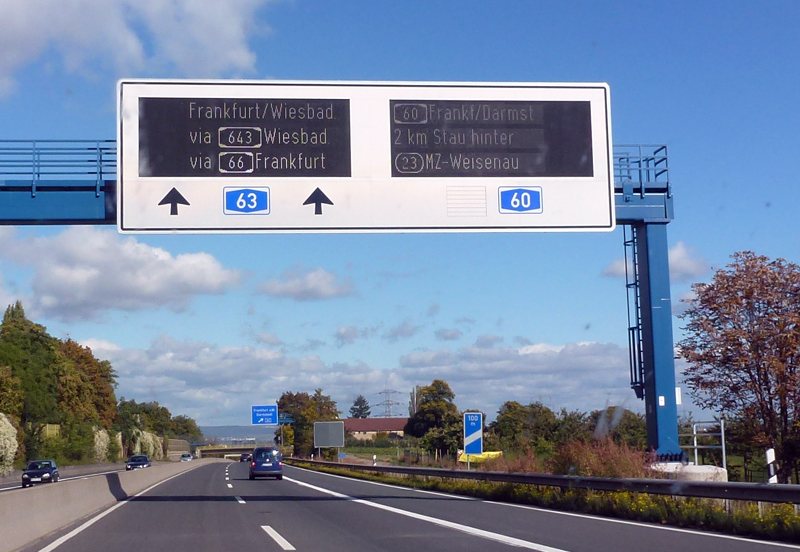
dWiSta vor dem Autobahnkreuz Mainz-Süd. Hier der Hinweis auf einen Stau auf der A 60 in Richtung Frankfurt mit der Empfehlung, über Wiesbaden und die A 66 nach Frankfurt zu fahren (2012)
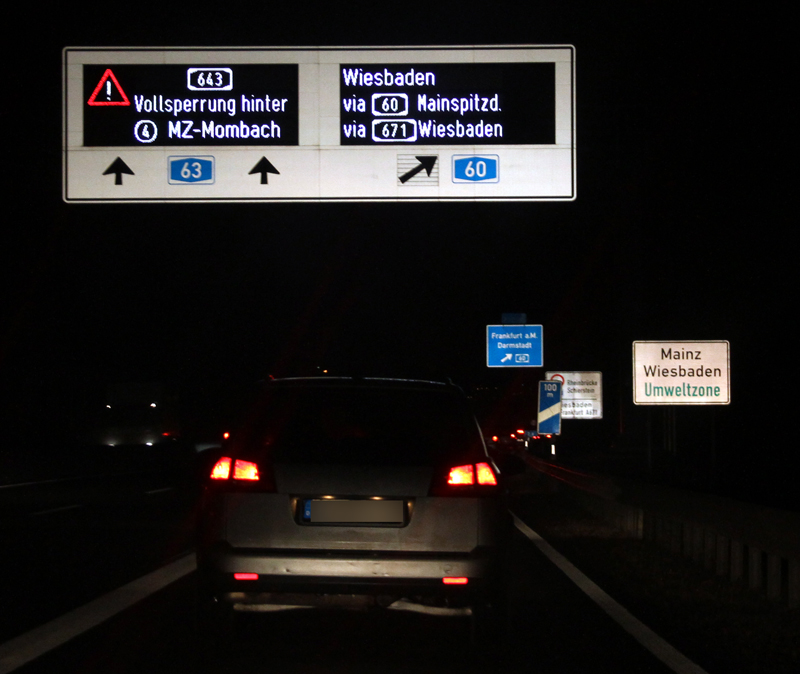
Gleiche Anzeigetafel diesmal mit Umleitungshinweis wegen der gesperrten Schiersteiner Brücke im Februar 2015

### Rheinland-Pfalz
Rund um die Landeshauptstadt Mainz sind ebenfalls, spätestens seit 2012, dWiSta vor dem Mainzer Ring aufgebaut. Diese befinden sich an der A 60 vor dem Dreieck Mainz von Bingen kommend sowie an der A 63 vor dem Kreuz Mainz-Süd von Alzey kommend. Weitere dWiSta befinden sich am Autobahnkreuz Koblenz und am Autobahndreieck Dernbach.

### Saarland
Im Saarland sind dWiSta am Autobahnkreuz Neunkirchen sowie am Autobahndreieck Saarlouis vorhanden, seitdem das zuvor dort vorhandene, aus Prismenwendern bestehende Verkehrsleitsystem 2010 modernisiert wurde.

### Außerhalb Deutschlands
In den Niederlanden wird an vielen Autobahnkreuzen und -dreiecken ein ähnliches System verwendet, welches als DRIP (Dynamisch Route-informatiepaneel) bekannt ist. Die Funktionalitäten sind mit denen deutscher dWiSta vergleichbar; u. a. können auch Reisezeiten angezeigt werden. Im Unterschied zu den in Deutschland verwendeten dWiSta werden die Informationen für verschiedene Fahrtrichtungen jedoch nicht fahrstreifenbezogen, sondern zeilenweise untereinander mit Autobahnnummern und ggf. Richtungspfeilen angezeigt.

## Normen und Standards
Die Hinweise für die einheitliche Gestaltung und Anwendung an Bundesfernstraßen – Dynamische Wegweiser mit integrierten Stauinformationen (dWiSta) bilden in Deutschland den rechtlichen Rahmen für die Aufstellung der Wegweiser.